# Cruinniú na nÓg
Cruinniú na nÓg (lit. ‘Trobada de la joventut’) és una diada nacional d'activitats creatives gratuïtes per a infants i joves menors de 18 anys que se celebra anualment a Irlanda.

## Història
L'esdeveniment se celebra anualment des del 2018. A causa de la pandèmia de COVID-19, els esdeveniments de 2020 i 2021 es van organitzar com una sèrie d'activitats virtuals principalment en línia. Els esdeveniments del programa de 2022 van tornar a ser presencials i en directe per primera vegada des de 2019, amb més de 450 actes creatius gratuïts per a joves d'Irlanda. L'any 2023 es van oferir més de 750 activitats.
«The Spark», una cançó feta originalment per la diada, es va convertir en un èxit viral del 2024.